# Pont de Rabentí
Les Restes del Pont de Rabentí són una obra del municipi de Cercs (Berguedà) inclosa en l'Inventari del Patrimoni Arquitectònic de Catalunya.

## Descripció
Es tracta d'un pont de dues arcades, del que actualment només es conserva una part del pilar central i un mur adossat a Cal Baqué, que podria ser part del lateral de l'estrep del pont. L'aparell és format per carreus grans i ben escairats disposats en perfectes filades regulars.

## Història
Formava part, juntament amb el Pont del Far i el de la Senyora (desaparegut) de l'antic camí ral de Berga a Bagà. Va ser ensorrat el 1848 en el decurs d'una batalla entre les forces carlines de Joan Castells i les liberals del Coronel Orio, dins de la segona guerra carlina o dels matiners. Fins a la construcció de l'antiga carretera comarcal C-1411 es va substituir per dues palanques de fusta que creuaven els torrents de les Garrigues i Peguera, respectivament.

## Nucli urbà del Pont de Rabentí
El Nucli urbà del Pont de Rabentí és una obra del municipi de Cercs (Berguedà) inclosa en l'Inventari del Patrimoni Arquitectònic de Catalunya.

### Descripció
L'espai ve delimitat, seguint el sentit de les agulles del rellotge, pel lateral esquerra de la Riera de Peguera, l'extrem més a ponent del nucli urbà incloses les cases aïllades del Camí de Peguera i totes les finques urbanes situades a l'esquerra del carrer Major, excepte Cal Rovira.

### Història
Després del negament de La Baells i Sant Salvador de la Vedella, actualment és el nucli urbà de població més antic del municipi. Aquest conjunt de cases, conegut també com el Pont de Rabentí, es va formar al voltant de l'antic pont del mateix nom, avui desaparegut. Les poques cases situades al seu voltant van anar creixent a partir de l'últim terç del segle xix en començar a prosperar les explotacions mineres del municipi. Tot i aquesta relativa modernitat, cal valorar l'antiguitat de diferents construccions incloses en aquest perímetre, en especial l'església parroquial i alguna casa aïllada de la part alta del Camí de Peguera. L'obertura i urbanització del carrer Campet va permetre lligar aquest antic nucli tradicional amb la zona d'eixample urbanístic del poble.